# Берёза, Василий Константинович
Васили́й Константи́нович Берёза (род. 1958) — советский гребец-каноист, выступал за сборную СССР в первой половине 1980-х годов. Чемпион мира, многократный чемпион всесоюзного первенства, победитель регат республиканского и международного значения. На соревнованиях представлял спортивное общество «Спартак», заслуженный мастер спорта СССР (1983).

## Биография
Василий Берёза родился в 1958 году. Активно заниматься греблей начал в раннем детстве, проходил подготовку в специализированной детско-юношеской школе олимпийского резерва «Веслярик» в селе Навария Львовской области, позже присоединился к добровольному спортивному обществу «Спартак». Первого серьёзного успеха добился в 1978 году, когда на всесоюзном первенстве завоевал золотую медаль в зачёте эстафеты 4 × 500 м. Затем в 1980 и 1981 годах неизменно подтверждал звание чемпиона в данной дисциплине.
В 1982 году Берёза выиграл сразу два золота первенства Советского Союза, среди одноместных каноэ на 1000 метров и среди двухместных на 10000 метров. Попав в основной состав советской национальной сборной, удостоился права защищать честь страны на чемпионате мира в югославском Белграде — привёз оттуда медали бронзового и серебряного достоинства, выигранные в километровой гонке одиночек и десятикилометровой гонке двоек соответственно. 1983 год получился самым успешным в его спортивной карьере, он получил три золотые награды чемпионата СССР, защитил чемпионские титулы в таких дисциплинах как С-1 1000 и С-2 10000, был лучшим в эстафетном заплыве. Позже добыл золото на первенстве мира в финском городе Тампере, опередил всех соперников в одиночной программе на километровой дистанции. За это достижение по итогам сезона удостоен почётного звания «Заслуженный мастер спорта СССР».
На всесоюзном чемпионате 1984 года Василий Берёза занял первое место в гонке каноэ-двоек на 500 метров. Будучи одним из лидеров сборной, должен был участвовать в летних Олимпийских играх в Лос-Анджелесе, однако страны социалистического лагеря бойкотировали эту Олимпиаду, и вместо этого спортсмен выступил на альтернативном турнире «Дружба-84» в ГДР, где в паре с олимпийским чемпионом Сергеем Пострехиным выиграл золотую медаль в гонке на 500 метров. Вскоре после этих соревнований принял решение завершить спортивную карьеру, уступив место в сборной молодым советским гребцам.